# Zsolnai járás

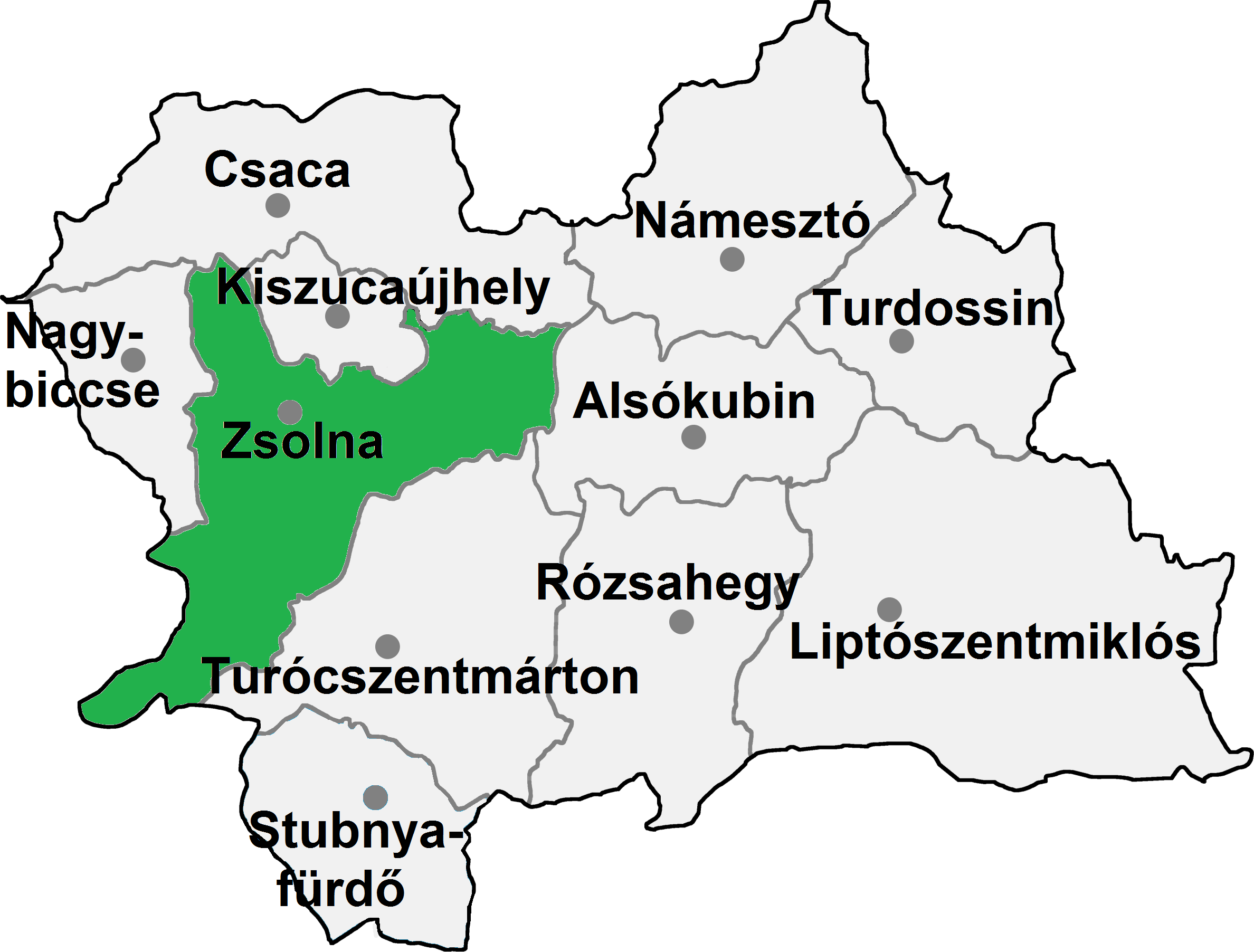
A Zsolnai járás

A Zsolnai járás (Okres Žilina) Szlovákia Zsolnai kerületének közigazgatási egysége. Területe 815 km², lakosainak száma 154 205 (2011), székhelye Zsolna (Žilina). A járás területe teljes egészében az egykori Trencsén vármegye területe volt.

## Története
A Zsolnai járás 1922-ig egyike volt az egykori Trencsén vármegye járásainak, területe azonban jóval kisebb volt a mainál. Zsolna rendezett tanácsú városként nem tartozott egyik járáshoz sem. A Vág jobb partján fekvő községek közül Trencsénhosszúmező és a ma Szedernyéhez tartozó Köblös a Nagybiccsei járáshoz, míg Kaszásrét, Kisdivény, Lótos, Nagydivény és Szedernye, továbbá a ma Zsolnához tartozó Borodnó, Budatin, Hámos, Tölgyesalja és Varjad a Kiszucaújhelyi járáshoz, végül a Vág bal partján fekvő Alsóricsó, Felsőricsó, Juhászi, Pásztorzávod, Ricsóváralja, Szurkos és a ma Zsolnához tartozó Biccseszabadi a Vágbesztercei járáshoz tartozott. Csupán egyetlen helyen, északkeleten terjedt túl az akkori járáshatár a main: Felsőtizsény és Terhely akkori határának északi része ma a Csacai járásban fekvő Újbesztercéhez tartozik. Trencsén megye és vele a Nagybiccsei járás 1918-tól csehszlovák uralom alatt állt, amit a trianoni békeszerződés erősített meg 1920-ban.
1923-ban, Csehszlovákia közigazgatási felosztásának átszervezésekor a Zsolnai járáshoz került a fentebb felsoroltak közül Budatin, Hámos, Kisdivény, Nagydivény, Szedernye és Tölgyesalja a Kiszucaújhelyi járásból illetve Biccseszabadi és Juhászi a Nagybiccsei járásból, és ugyanekkor szűnt meg Zsolna különállása is. A járás így kialakult területe ezután 1949-ig változatlan maradt. Ugyancsak 1923-ban a mai Szlovákia területét hat nagymegyére osztották, a járás ezek közül Vágmente megyéhez (Považská župa) került. 1928-ban a nagymegyék is megszűntek, Csehszlovákiát négy tartományra osztották, ekkor a járás a Csehszlovákián belüli Szlovákia része lett. 1938-ban ismét hat megyét hoztak létre, a Zsolnai járás ezek közül Trencsén megyéhez (Trenčianska župa) tartozott, majd amikor 1939-ben Csehszlovákia megszűnt, a független Szlovákiában a beosztás változatlan maradt. A második világháború után újjáalakult Csehszlovákia közigazgatási beosztása hasonló volt az 1928-38 közöttihez, a járások ismét közvetlenül a szlovák tartományhoz tartoztak.
1949-ben újabb átszervezésre került sor, ekkor a Zsolnai járást három részre osztották. Egyrészt Zsolna városa ismét kivált belőle önálló városi járássá (járási jogú várossá) alakulva, másrészt a déli részéből megalakult a Rajeci járás. Egyidejűleg a Zsolnai járáshoz csatolták Lótost, majd 1951-ben Kaszásrétet is a Kiszucaújhelyi járástól. Szintén 1949-ben az 1923-28 közötti nagymegyékhez hasonló nagyobb közigazgatási egységeket hoztak létre, de ezek neve most kerület (kraj) lett, és valamennyi említett járás a Zsolnai kerülethez került.
1960-tól ismét jelentősen átszervezték a járásokat, a korábbiaknál sokkal nagyobbakat hozva létre. A Zsolnai járásba beolvasztották a Nagybiccseit és a Rajeci nagy részét, és hozzá csatolták Borodnót és Varjadot a Kiszucaújelyi járástól. Ugyanekkor igazították ki a járás északkeleti határát kisebb területek Újbesztercéhez csatolásával. Szintén 1960-ban a kerületek száma Szlovákiában hatról háromra csökkent, a Zsolnai járás pedig a Közép-Szlovákiai kerület része lett. A kerületek 1990-ben ismét megszűntek és csak a (nagy)járások maradtak Csehszlovákiában.
1996-ban a már független Szlovákia közigazgatási felosztását megint jelentősen átalakították. A járások száma 38-ról 79-re nőtt és ezeket nyolc kerületbe osztották be. A Nagybiccsei járás ismét kivált a Zsolnaiból, és mindkettő ismét a Zsolnai kerület része lett, mint 1949 és 1960 között, a Rajeci járás azonban nem alakult meg ismét.

## Látnivalók

### Települések

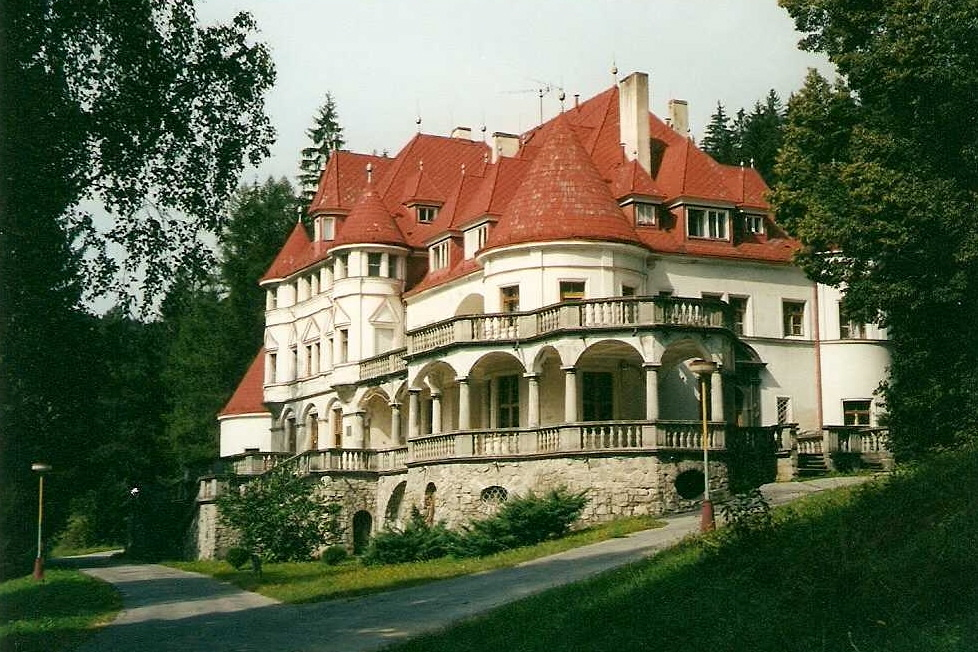
Kenyeredi kastély

A Rajcsanka-völgyben a várostól délre 15 km-re található egy fürdőváros, ahol közel 3000-en laknak. A várost Rajecfürdőnek nevezik. A forrásából 38 °C-os víz tör a felszínre, amelyet 1378 óta használnak gyógyászati célokra. A városban található egy park, amelyben szökőkutat és egy mesterséges tavat is létrehoztak. Kenyered településen található egy kastély tornyokkal, amelyet szecessziós stílusban gróf Balestrem építtetett az első világháború első éveiben. Az 1944-es szlovák nemzeti felkelés után a németek felégették, majd a háború után újjáépítették. Rajecfürdőtől nem messze található Rajec városa, ahol 6 706-an laknak.Szlovák Statisztikai Hivatal: Rajec' (angol nyelven). www.statistics.sk. (Hozzáférés: 2010. május 28.)

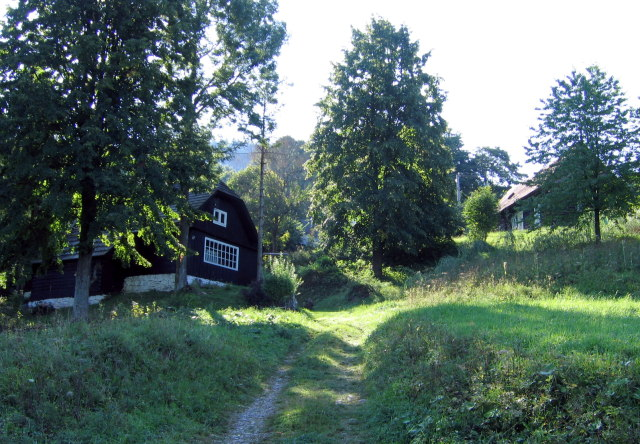
Juraj Jánošík szülőháza

A városnak volt egy erődje, amit a 12. században építettek és a 17. században megsemmisítettek. A város főterén található a Szent László templom, előtte található a városháza, amelyben a helyi múzeum működik egy néprajzi és egy biológiai kiállítással.
Frivaldnádas Zsolnától 27 kilométerre délre található 1283 lakossal. Itt található a „Szlovák Betlehem”, amely fából készült, 2,5 m hosszú, 8,5 méter széles és 3 méter magas. A betlehem készítője Josef Pekara. Az építmény bibliai és szlovákiai motívumokat tartalmaz, az utóbbiak alatt mesterségeket, szlovák karácsonyi hagyományokat mutatnak be 300 figurával (emberi, állati). A településtől délre található Csicsmány, amely Zsolnától 41 km-re található. 1272-ben említették először e falut. Csicsmány a népi építészetéről ismert, ennek legnagyobb emléke az 1977-ben épített tájház.
A Vág-völgyben, a Kis-Fátra lábánál található Terhely falu, 25 km-re Zsolnától keletre. Első említés róla 1598-ból van, Szlovákia egyik legnagyobb falva 4000 lakossal. A faluban született a 18. században a szlovák Robin Hood, Juraj Jánošík. A feltételezett szülőházában kiállítást rendeztek be. A falutól nem messze egy síközpont található. Az év során két fesztivál is van. A Cirill és Metód napok júliusban és Jánošik-napok augusztusban.

### Várak

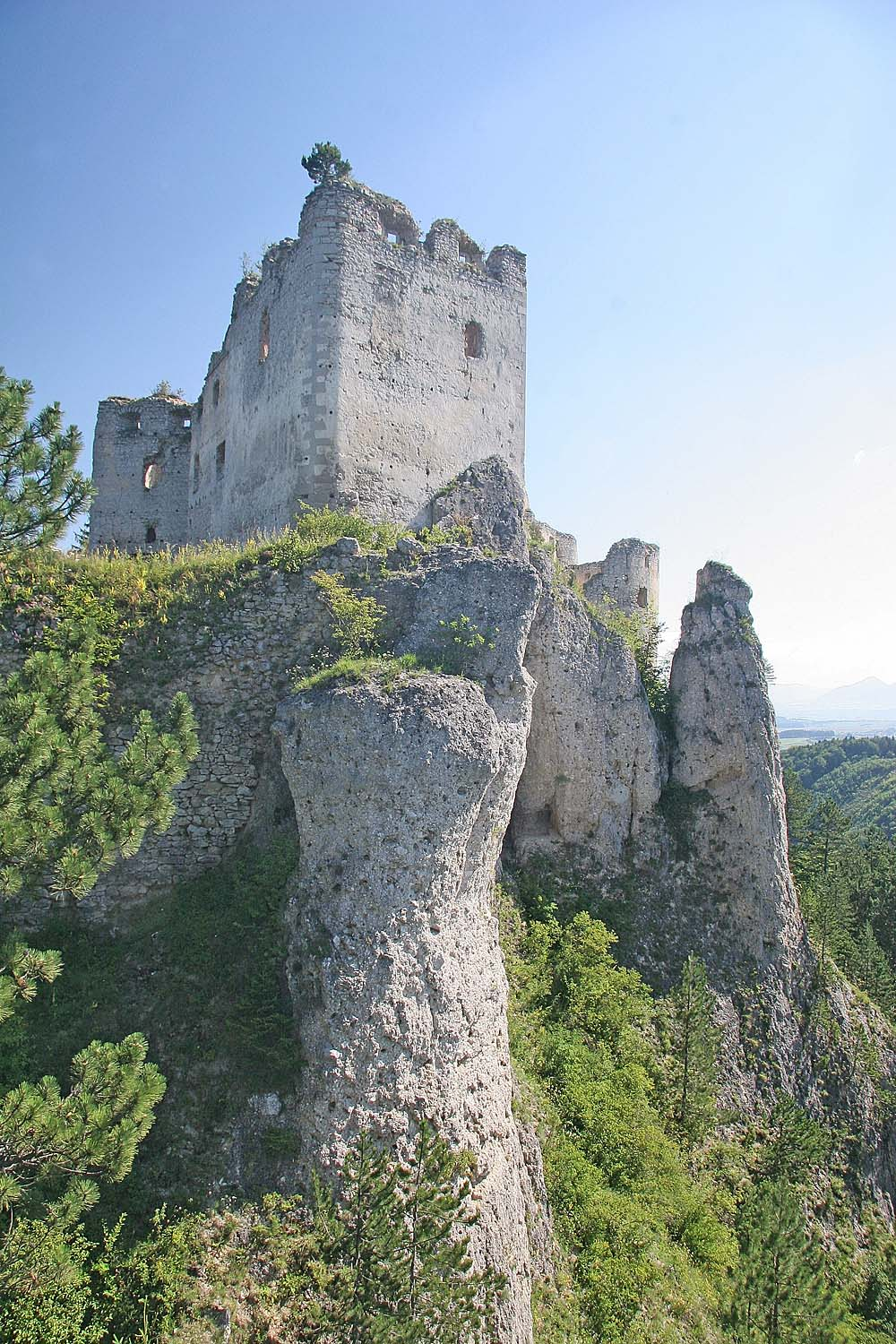
Zsolnalitva várának romjai

A Vág felett elhelyezkedő várnai és sztrecsényi várakat a kereskedelmi utak miatt emelték, hogy védjék azokat. Az elsőt, Várnát. a 13. század elején emelték. Az első írásos emléke 1235-ből való, catrum Warna néven említik. Sztrecsény várát a 13. század végén vagy a 14. század elején építették gótikus stílusban, és először 1316-ban tesznek róla említést az írások castrum de Strechun alakban. Várnát óvárként ismerték az évszázadok során és a 16. században lerombolták, de a romjai még láthatók. A másik várat 1698-ban I. Lipót parancsára felrobbantották, de mára felújították és múzeum működik benne.
14 kilométerre Ricsóváralja városától, a gáttól nem messze találhatók a Ricsó vár romjai, amelyet 1208-ban említenek először, mint a nyitrai püspök egyik birtoka. Gótikus stílusban épült, de az évszázadok alatt átépítették (köztük volt Csák Máté). A 17. században elhagyták a várat. A Vág és a Rajcsanka folyók között található a Szulyó és a Lietava erődök. A Szulyó erődöt a 15 század első felében építették, majd 1763-ban elhagytak. Tőle nyugatra található a Zsolnalitva vára, amelyet két századdal korábban emeltek, majd a 15-16. században felújítottak, végül a 18. században elhagytak.

### Hegyek

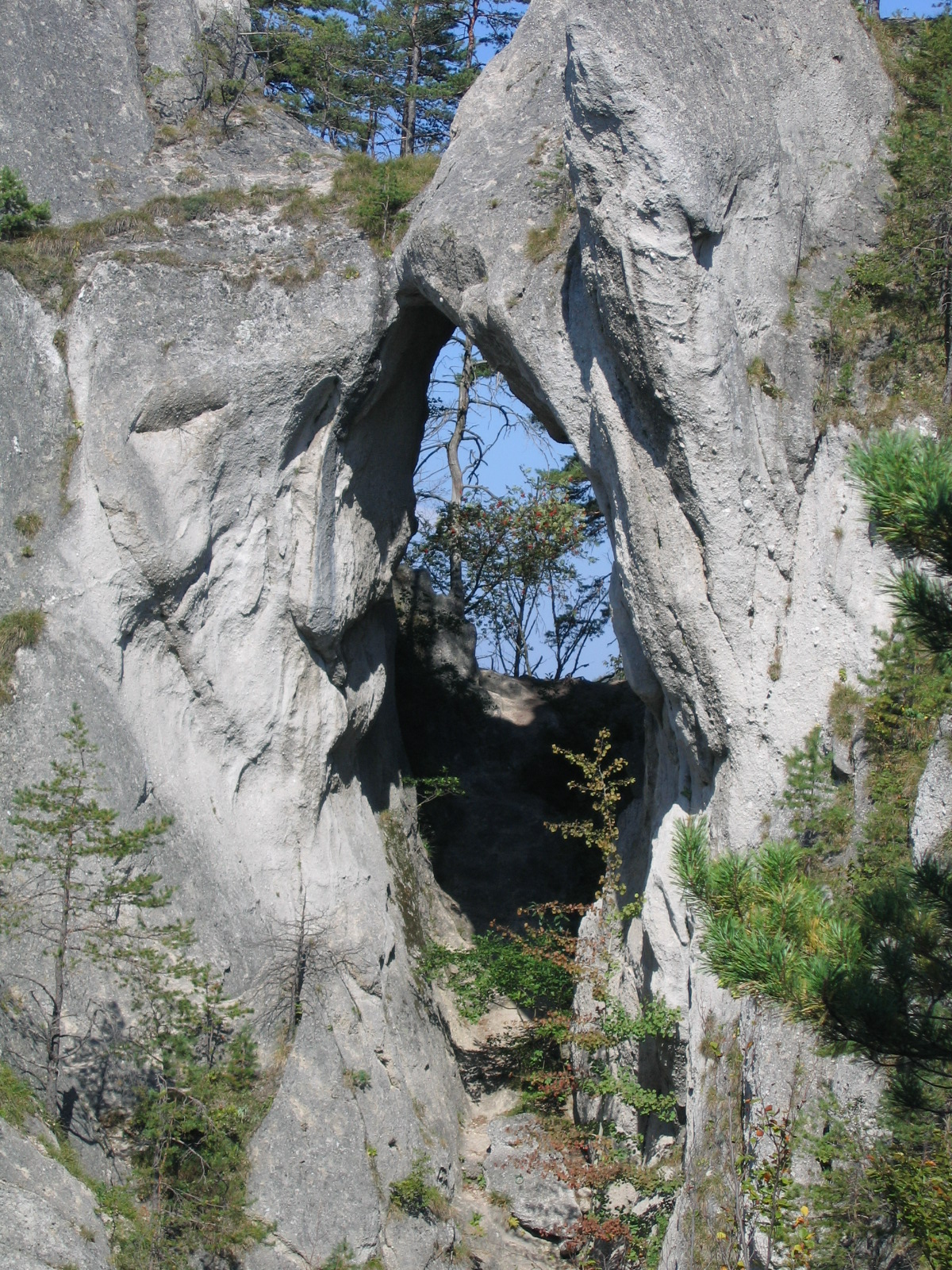
Gótikus kapu (Szulyói-hegység)

A Zsolnai-medencétől délkeletre található a Kis-Fátra, amelynek az északkeleti felét a Kriváni Kis-Fátrának nevezik, ami mellett a Vág folyik. A legmagasabb csúcsa a hegység északi részén található Nagy-Kriván 1709 méterrel. A hegyek között egy 400 kilométeres ösvény fut végig. A hegység északi részén alakították ki 1988-ban a Kis-Fátra Nemzeti Parkot, mellette található a terhelyi síközpont. A Kis-Fátra gazdag vízben, így sok vízesés és forrás is található a környéken, a vízesések közül a sutói a legnagyobb, 38 méter eséssel.
Délnyugatra Zsolnától, a Rajcsanka és a Vág folyók között találhatók a sztrázsói és a szulyói hegyek. Az első 1000 m fölötti hegy, míg a második ez alatti. Mindkét hegy része egy természetvédelmi területnek, ahol különböző kőformák maradtak fent, mint a Gótikus kapu. A Szulyói-hegységben található Szlovákia legnagyobb orchidea élőhelye.
Zsolnát északról illetve északnyugatról a Jávorniky hegy határolja, míg északkeletről a Kiszuca. A Jávorniky átnyúlik Csehországba is. Az állatvilágára jellemző a farkas, hiúz és a barna medve is. Mindkét hegységben síközpontokat alakítottak ki, és részei a Kiszucai Természetvédelmi Területnek is.

### Védett természeti értékek

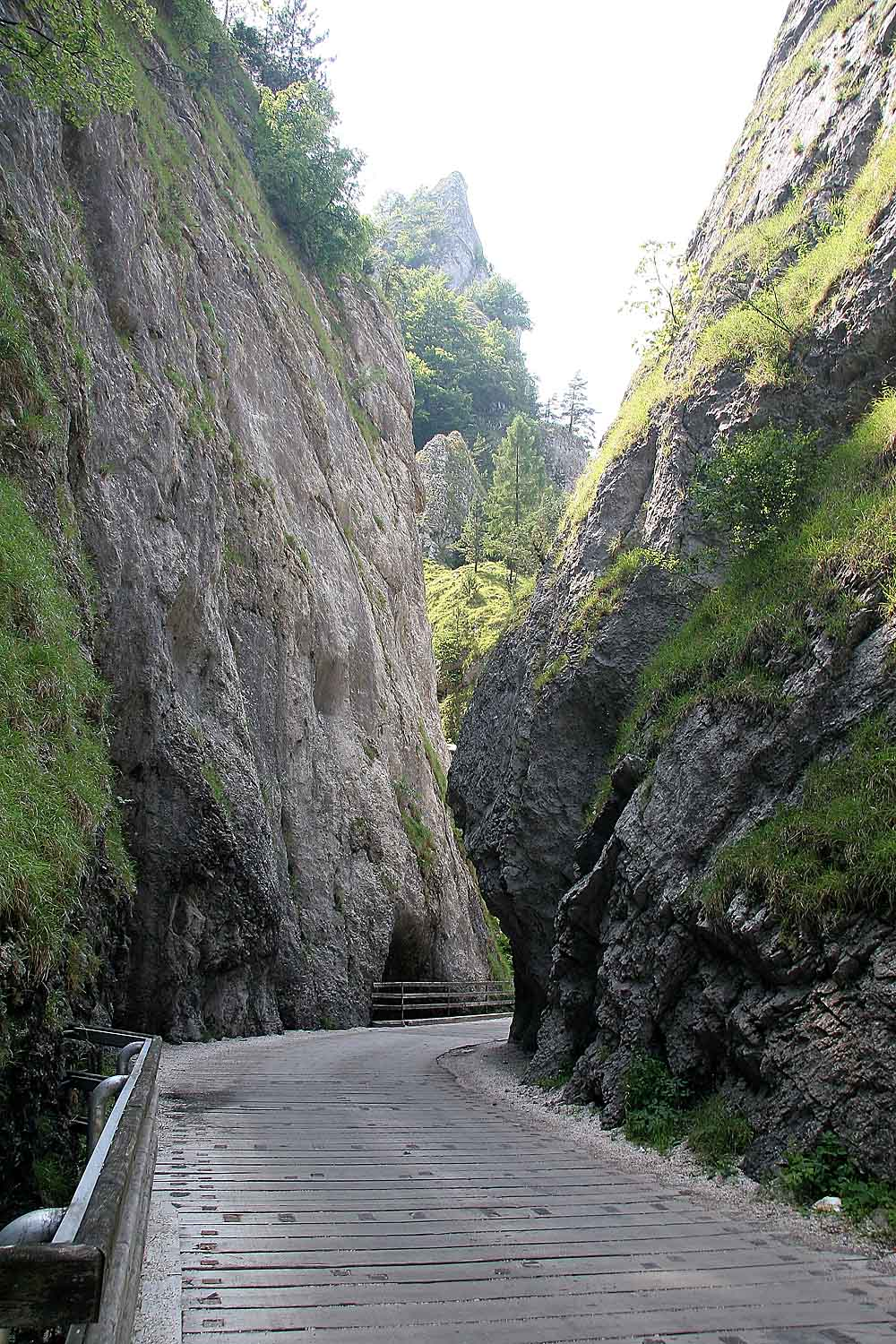
Manini út

Kis-Fátra Nemzeti Park (Národný park Malá Fatra) Zsolnától északnyugatra található és 40 különböző értéket őriz. 1967-ben védett területté nyilvánították, majd 1988-ban lett nemzeti park. A nemzeti park területe 226,3 km². A parkban 1141 fűféle él, amelyek közül 92 moha és 111 zuzmó és 7 gombafaj; továbbá 973 erdei növény, amelyek közül 22 nyugat-kárpátoki és 14 kárpátoki endemikus, 15 kárpátoki szubendemikus és egy helyi endemikus élőlény. Az állatfajok közül 3000 gerinctelen, amelyből 28 ritka, 12 veszélyeztetett és 2 kritikusan veszélyeztetett; továbbá 210 gerinces, amelyek közül 15 ritka, 56 veszélyeztetett és 15 kritikusan veszélyeztetett. A nemzeti park 70%-a fa, főként bükk, lucfenyő, fenyő, erdei juhar. A védett értékek közé esik több ritka geomorfológiai alak: a sutói epigenezis, tű alakú szikla (Erdőréten és Ricsóváralján).), hósziklák (dolomitképződések
Sztrázsói-hegység Természetvédelmi Területet (Chránená krajinná oblasť Strážovské vrchy) a Szulyói- és a Sztrázsói-hegységben alakították ki 1989-ben és 30 979 hektáron terül el. A területen 12 védett értéket találunk. A terület kialakítása előtt négy rezervátumot alakítottak itt ki: Manini út (1967), Kostolenci út (1970), Szulyói sziklák (1973) és a Sztrázsói-hegység (1981). A területen nyugat-kárpátoki és kárpátoki endemikus növény. Az erdőkben bükkök, a magasabb vidékeken fenyők találhatók. Az állatvilágára jellemző a muflon, szarvas, őz, vaddisznó.
A Kiszucai Természetvédelmi Terület (Chránená krajinná oblasť Kysuce) a Jávorniky és a Kiszuca-hegység területén található és 1984-ben alapították. A természetvédelmi terület 65 462 hektáron fekszik, ahol 22 természetvédelmi értéket találhatunk. A megalakulása előtt 13 rezervátum létezett itt. Az egyik jellegzetes képződmény a területen a kőlabda, amely 260 cm átmérőjű és homokkőből alakult ki.

## Népessége
| Év:            | 1994.   | 2004.   | 2014.   | 2024.   |
| -------------- | ------- | ------- | ------- | ------- |
| Emberek száma: | 154 965 | 156 869 | 155 989 | 160 360 |
| Eltérés:       |         | +1,22 % | -0,56 % | +2,80 % |

| Év:            | 2023.   | 2024.   |
| -------------- | ------- | ------- |
| Emberek száma: | 160 538 | 160 360 |
| Eltérés:       |         | -0,11 % |

## A Zsolnai járás települései
- Alsóosztorány (Stránske)
- Alsóricsó (Dolný Hričov)
- Alsótizsény (Dolná Tižina)
- Bella (Belá)
- Bitérfalva (Bitarová)
- Csicsmány (Čičmany)
- Egbelény (Gbeľany)
- Facskó (Fačkov)
- Felsőosztorány (Stráňavy)
- Felsőricsó (Horný Hričov)
- Felsővisnyó (Višňové)
- Frivaldnádas (Rajecká Lesná)
- Györkeháza (Ďurčiná)
- Harmatos (Rosina)
- Háromudvar (Turie)
- Jeszenye (Jasenové)
- Juhászi (Ovčiarsko)
- Kalacsány (Kľače)
- Karasznyán (Krasňany)
- Kaszásrét (Kotrčiná Lúčka)
- Kenyered (Kunerad)
- Kiscserna (Malá Čierna)
- Kisdivény (Divinka)
- Kővágás (Kamenná Poruba)
- Kunfalva (Konská)
- Litvaberzseny (Brezany)
- Litvailló (Lietavská Lúčka)
- Litvaszinye-Babkó (Lietavská Svinná–Babkov)
- Lótos (Lutiše)
- Majosfalva (Mojš)
- Nagycserna (Veľká Čierna)
- Nagydivény (Divina)
- Nemesőr (Stráža)
- Óváralja (Nezbudská Lúčka)
- Pásztorzávod (Paština Závada)
- Rajec (város)
- Rajecfürdő (Rajecké Teplice) (város)
- Ricsóváralja (Hričovské Podhradie)
- Suja (Šuja)
- Szedernye (Svederník)
- Sztrecsény (Strečno)
- Terhely (Terchová)
- Trencsénhosszúmező (Dlhé Pole)
- Trencsénladány (Lysica)
- Túrirtovány (Porúbka)
- Vágnedec (Nededza)
- Vágtapolca (Teplička nad Váhom)
- Várna (Varín)
- Zebény (Zbyňov)
- Zsolna (Žilina) (város)
- Zsolnaberkes (Hôrky)
- Zsolnaerdőd (Podhorie)
- Zsolnalitva (Lietava)

## Fordítás
- Ez a szócikk részben vagy egészben  a(z)   Жилина című szerb Wikipédia-szócikk ezen változatának fordításán alapul.  Az eredeti cikk szerkesztőit annak laptörténete sorolja fel. Ez a jelzés csupán a megfogalmazás eredetét és a szerzői jogokat jelzi, nem szolgál a cikkben szereplő információk forrásmegjelöléseként.